# Piękność w opałach
Piękność w opałach (cz. Kráska v nesnázích) – czeski komediodramat z 2006 roku w reżyserii Jana Hřebejka. Scenariusz został luźno oparty na poemacie Roberta Gravesa.

## Fabuła
Akcja filmu dzieje się tuż po wielkiej powodzi z 2002 roku. Obserwujemy mechanika Jardę, "uzdatniającego" kradzione auta, którego warsztat zostanie zniszczony w wyniku zalania. Jego małżeństwo z piękną 30-letnią Marcelą przeżywa kryzys. Wkrótce ona wyprowadza się z dwojgiem dzieci do matki, a Jarda trafia za kratki. Niedługo potem Marcelą zaczyna interesować się straszy od niej o 30 lat majętny Czech, mieszkający we Włoszech, będący właścicielem jednego ze skradzionych samochodów. Przed atrakcyjną kobietą otwiera się możliwość dostatniego życia, o którym zawsze marzyła.

## Obsada
- Anna Geislerová – Marcela Čmolíková
- Josef Abrhám – Evžen Beneš
- Jana Brejchová – Zdena, matka Marceli
- Jiří Schmitzer – wujek Richard
- Emília Vášáryová – Líba, matka Jardy
- Roman Luknár – Jarda Čmolík
- Jan Hrušínský – Havlík
- Jiří Macháček – Patočka
- Andrei Toader – Mirek
- Nikolay Penev – Pičus
- Adam Mišík – Kuba Čmolík
- Michaela Mrvíková – Lucina Čmolíková
- Radůza – piosenkarka
- Jaromíra Mílová – Havlíková
- Ondřej Novák – policjant
- Barbora Poláková – policjantka

## Produkcja
Zdjęcia kręcono w następujących lokacjach: Praga (Žižkov, Hradčany, Malá Strana, Motola, Hlubočepi, Nové Město, Nuslí), kościół koło wioski Chvojen (kraj środkowoczeski) oraz Florencja.